# Jerzy Romanow (1871–1899)
Jerzy Aleksandrowicz Romanow, ros. Георгий Александрович; (ur. 9 maja 1871 w Carskim Siele, zm. 9 sierpnia 1899 w Abbas-Tuman), wielki książę Rosji, od 1894 do śmierci cesarzewicz – następca tronu rosyjskiego.

## Życiorys
Był trzecim synem cara Aleksandra III i jego żony Marii Fiodorowny, córki króla duńskiego Chrystiana IX. Dzieci Aleksandra III, na jego osobiste życzenie, były wychowywane z największą możliwą prostotą. Po śmierci ojca jego starszy brat Mikołaj został carem, a Jerzy następcą tronu (brat Aleksander zmarł w dzieciństwie). Mógł to utracić, gdyby Mikołaj doczekał się męskiego potomka (kobiety nie mogły wówczas dziedziczyć tronu). Tej chwili jednak nie dożył. Był słabego zdrowia, chorował na gruźlicę. Wiele lat przebywał w gruzińskim uzdrowisku Abbas-Tuman (dziś: Bordżomi). Stan zdrowia nie pozwalał mu nawet na podróże na uroczystości rodzinne, nie wstąpił również w związek małżeński. Zmarł 9 sierpnia 1899 roku w wieku 28 lat.
Po jego śmierci następstwo tronu przeszło na jego młodszego brata Michała, który później na cześć Jerzego nazwał syna (z małżeństwa z Natalią księżną Romanowską-Brassowską).

## Genealogia
| Prapradziadkowie                                                                  | cesarz Rosji Paweł I Romanow (1754–1801) ∞ 1776 Maria Fiodorowna1) (1759–1828)          | król Prus Fryderyk Wilhelm III Hohenzollern (1770–1840) ∞ 1793 Luiza Mecklemburg-Strelitz (1776–1810) | wielki książę Hesji Ludwik I Heski (1753–1830) ∞ 1777 Luiza Henryka Heska (1761–1829)   | Karol Ludwik Badeński (1755–1801) ∞ 1774 Amalia Fryderyka Heska (1754–1832)             | Fryderyk Karol Schleswig-Holstein-Sonderburg-Beck (1757–1816) ∞1780 Fryderyka Amalia Schlieben (1757–1827)                  | landgraf Karol Hessen-Kassel (1744–1836) ∞1766 Luiza Oldenburg (1750–1831)                                                  | Fryderyk Hessen-Kassel (1747–1837) ∞1786 Karolina Nassau-Usingen (1762–1823)            | książę Fryderyk Oldenburg (1753–1805) ∞1774 Zofia Mecklenburg-Schwerin (1758–1794)      |
| Pradziadkowie                                                                     | cesarz Rosji Mikołaj I Romanow (1796–1855) ∞ 1817 Aleksandra Fiodorowna2) (1798–1860)   | cesarz Rosji Mikołaj I Romanow (1796–1855) ∞ 1817 Aleksandra Fiodorowna2) (1798–1860)                 | wielki książę Hesji Ludwik II Heski (1777–1848) ∞ 1804 Wilhelmina Badeńska (1788-1836)  | wielki książę Hesji Ludwik II Heski (1777–1848) ∞ 1804 Wilhelmina Badeńska (1788-1836)  | książę Fryderyk Wilhelm Schleswig-Holstein-Sonderburg-Glücksburg (1785–1831) ∞1810 Luiza Karolina Hessen-Kassel (1789–1867) | książę Fryderyk Wilhelm Schleswig-Holstein-Sonderburg-Glücksburg (1785–1831) ∞1810 Luiza Karolina Hessen-Kassel (1789–1867) | landgraf Wilhelm Heski (1787–1867) ∞1810 Luiza Charlotta Oldenburg (1789–1864)          | landgraf Wilhelm Heski (1787–1867) ∞1810 Luiza Charlotta Oldenburg (1789–1864)          |
| Dziadkowie                                                                        | cesarz Rosji Aleksander II Romanow (1818–1881) ∞ 1841 Maria Aleksandrowna3) (1824–1880) | cesarz Rosji Aleksander II Romanow (1818–1881) ∞ 1841 Maria Aleksandrowna3) (1824–1880)               | cesarz Rosji Aleksander II Romanow (1818–1881) ∞ 1841 Maria Aleksandrowna3) (1824–1880) | cesarz Rosji Aleksander II Romanow (1818–1881) ∞ 1841 Maria Aleksandrowna3) (1824–1880) | Król Danii Chrystian IX Glücksburg (1818–1906) ∞1842 Luiza Hessen-Kassel (1817–1898)                                        | Król Danii Chrystian IX Glücksburg (1818–1906) ∞1842 Luiza Hessen-Kassel (1817–1898)                                        | Król Danii Chrystian IX Glücksburg (1818–1906) ∞1842 Luiza Hessen-Kassel (1817–1898)    | Król Danii Chrystian IX Glücksburg (1818–1906) ∞1842 Luiza Hessen-Kassel (1817–1898)    |
| Rodzice                                                                           | cesarz Rosji Aleksander III Romanow (1845 – 1894) ∞ 1866 Maria Fiodorowna4) (1847–1928) | cesarz Rosji Aleksander III Romanow (1845 – 1894) ∞ 1866 Maria Fiodorowna4) (1847–1928)               | cesarz Rosji Aleksander III Romanow (1845 – 1894) ∞ 1866 Maria Fiodorowna4) (1847–1928) | cesarz Rosji Aleksander III Romanow (1845 – 1894) ∞ 1866 Maria Fiodorowna4) (1847–1928) | cesarz Rosji Aleksander III Romanow (1845 – 1894) ∞ 1866 Maria Fiodorowna4) (1847–1928)                                     | cesarz Rosji Aleksander III Romanow (1845 – 1894) ∞ 1866 Maria Fiodorowna4) (1847–1928)                                     | cesarz Rosji Aleksander III Romanow (1845 – 1894) ∞ 1866 Maria Fiodorowna4) (1847–1928) | cesarz Rosji Aleksander III Romanow (1845 – 1894) ∞ 1866 Maria Fiodorowna4) (1847–1928) |
| Jerzy Aleksandrowicz Romanow (ur. 9 maja 1871 – zm. 9 sierpnia 1899) książę Rosji |                                                                                         | |                                                                                         |                                                                                         | | |                                                                                         |                                                                                         |

1. właściwie: Zofia Dorota Wirtemberska.
2. właściwie: Fryderyka Luisa Charlotta Wilhelmina Hohenzollern.
3. właściwie: Maksymiliana Wilhelmina Maria Hessen-Darmstadt.
4. właściwie: Maria Zofia Fryderyka Dagmara.